# 达察·罗桑班垫坚参
达察·罗桑班垫坚参（藏語：བློ་བཟང་དཔལ་ལྡན་རྒྱལ་མཚན་，威利转写：blo bzang dpal ldan rgyal mtshan；1708年—1758年）藏族，类乌齐吉玉拉卡地方人，第七世（计追认）达察活佛，雍和宫首任堪布。

## 生平
藏历土鼠年（1708年），出生于类乌齐吉玉拉卡地方。后来，他被四世班禅额尔德尼授记寻找到，成为达察活佛。23岁时，赴卫藏学经。当时，总理西藏事务的颇罗鼐在藏历铁猪年（1731年）5月发给他一张执照，其中载明：“将朗让巴所辖的加桑卡上邓岭寺庙庄园，四部地方属民与寺庙一起作为供物，赏赐给济咙仁布切，并立官契为据。”1747年，经章嘉·若必多吉的推荐，他升任北京雍和宫第一任堪布。临赴任前，他回到八宿，任命弟弟阿旺邓白培切为政教领袖，此后“遵谕亲往北京朝觐高宗纯皇帝，赏给四字名号，银印并黄车、黄褥、黄缰。”
藏历土虎年（1758年），达察·罗桑班垫坚参在北京圆寂，享年51岁。
其圆寂后，清朝皇室赏给银物供其治丧。后来，“其徒众因巴克硕寺庙地方无人管束，具禀报理藩院，恳其准圆寂呼图克图之弟阿旺洛布管理。经过理藩院代奏，奉谕照准并给予扎萨克名号。”1759年，乾隆帝下昭“赐封济咙活佛慧通禅师名号”。